# Транспорт в Испании
Транспорт в Испании — совокупность транспортных средств, инфраструктуры и управления, функционирующих на территории Испании и вместе образующих транспортную систему.

## Структура системы

### Железнодорожный транспорт

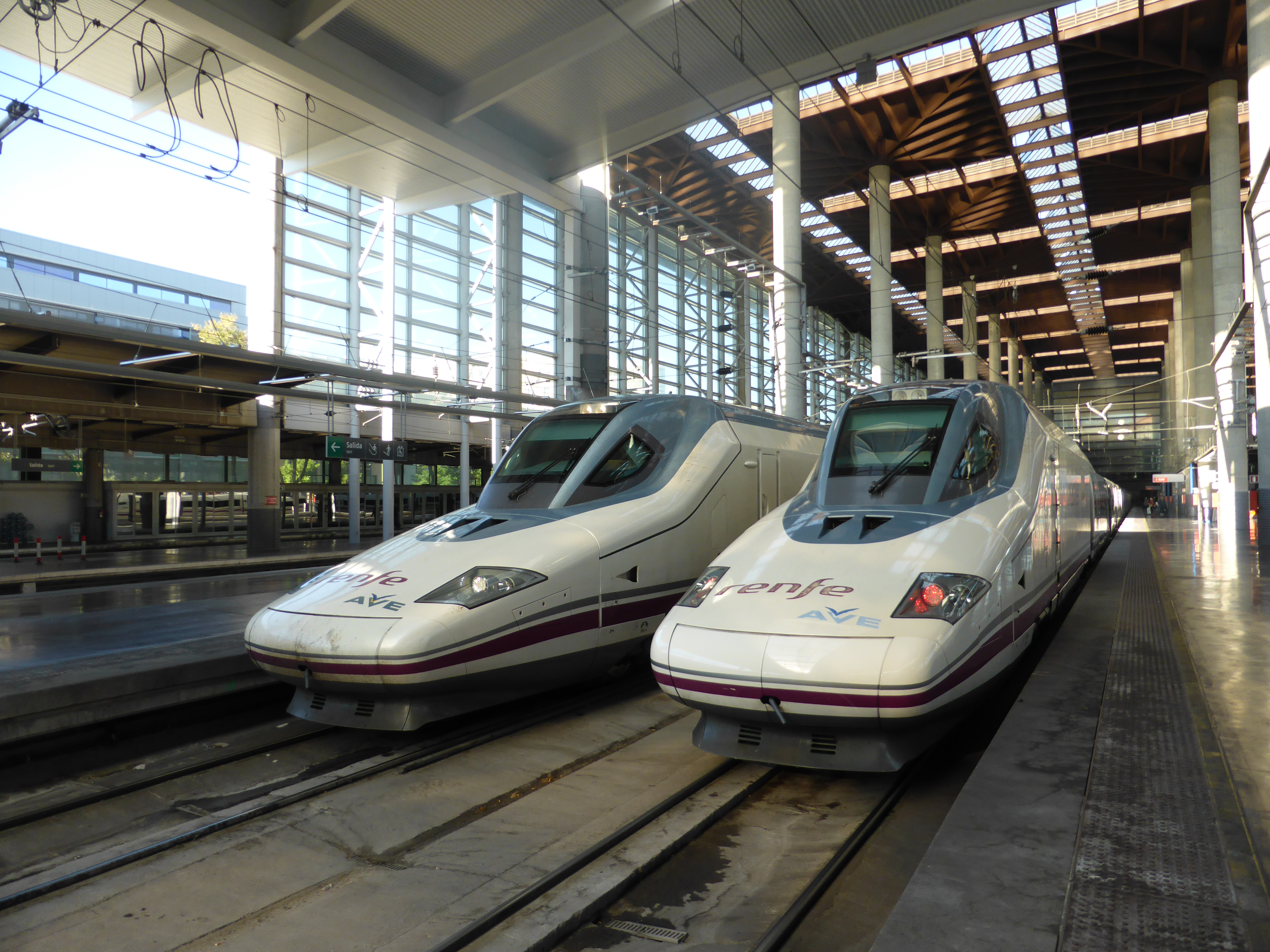

Первая железная дорога построена в 1848 году. Общая длина рельсового пути в 2008 году составляла 15 293 км, из которых 9058 км электрифицировано. По железным дорогам перевозится около 6,5 % всех грузов наземного транспорта и 6 % пассажиров
- Широкая колея (1668 мм) — 11 919 км (электрифицировано на постоянном токе 3 кВ — 6950 км)
- Стандартная колея (1435 мм) — 1392 км (электрифицировано на переменном токе 25 кВ — 1054 км)
- Узкая колея (1000 мм) — 1954 км (электрифицировано — 815 км)
- Узкая колея (914 мм) — 28 км (все электрифицированы).

Испания в настоящее время имеет 1272 км высокоскоростных железнодорожных линий, связывающих Ма́лагу, Севилью, Мадрид, Барселону и Вальядолид. 1053 км высокоскоростных магистралей оборудованы европейской системой управления движением поездов. Если амбициозная программа по развитию скоростного железнодорожного сообщения будет выполнена, к 2020 году Испания будет иметь 7000 км высокоскоростных железнодорожных линий, позволяющих добраться из провинции до Мадрида менее чем за 3 часа и до Барселоны — в течение 4 часов. Бо́льшая часть железнодорожной сети принадлежит государственной компании Administrador de Infraestructuras Ferroviarias de España (Adif), движение по железной дороге регулируется государственным учреждением RENFE. Также на данном рынке участвуют региональные компании (FEVE, FGC, Euskotren, FGV, SFM).
Метрополитен есть в Барселоне, Мадриде, Бильбао, Пальма-де-Майорке, Севилье, Валенсии, Малаге.

### Автомобильный транспорт
Протяжённость автомобильных дорог — 681 298 км (данные 2008 года). Протяжённость скоростных шоссе — 16 204 км (данные 2012 года). Автомобильный парк — более 19 млн машин. Испания намерена иметь миллион электромобилей к 2014 году как часть плана правительства по экономии энергии и улучшению экологии.
По автодорогам осуществляется 90 % пассажирских и 79 % грузоперевозок.
Испанская дорожная сеть — в основном централизованная с 6 шоссейными дорогами, соединяющими Мадрид со Страной Басков, Каталонией, Валенсией, Андалусией, Эстремадурой и Галисией. Кроме того, скоростные шоссе проходят вдоль атлантического и средиземноморского побережий.

### Водный транспорт
Испания находится на 4-м месте по объёму грузовых перевозок в ЕС на 2010 год. Перевозки грузов в контейнерах составили 112 млн тонн, что вывело Испанию на первое место по данному показателю. Наряду с Нидерландами, Бельгией, Румынией, Словенией и Болгарией Испания является страной с высокой долей транспортных перевозок за пределы ЕС.

#### Торговый флот
В морском транспорте задействовано около 300 судов общим водоизмещением 1,511 млн т. Судами под испанскими флагами перевозится от 30 млн т внешнеторговых грузов ежегодно. 24 морских порта контролируют практически 93 % всех перевозок.
На 2010 год испанские порты Альхесирас и Валенсия вошли в рейтинг 20 крупных портов Европы по размерам грузового тоннажа. По объёмам туристических перевозок в рейтинг вошли порт Альхесирас и порт Пальмы де Майорка. Пассажиропоток портов Испании — около 20 млн человек в год, что ставит её на 8-е место среди стран ЕС по популярности,.
Таблица с характеристиками некоторых портов Испании на 2010—2011 год.
| Город                  | Грузооборот (тысяч ДФЭ) | Грузооборот (тысяч тонн) | Пассажиропоток (тысяч) |
| ---------------------- | ----------------------- | ------------------------ | ---------------------- |
| Валенсия               | 4 327                   | 65 475                   | 716                    |
| Алхесирас              | 3 602                   | 76 883                   | 4 470                  |
| Барселона              | 1 945                   | 42 876                   | 3 444                  |
| Лас Пальмас            | 1 198                   | 20 870                   | 743                    |
| Бильбао                | 572                     | 31 727                   | 152                    |
| Таррагона              | 225                     | 31 735                   | 1                      |
| Малага                 | 428                     | 4 620                    | 638                    |
| Па́льма-де-Майо́рка      | 47                      | 6 559                    | 4 496                  |
| Виго                   | 212                     | 3 969                    | 252                    |
| Аликанте               | 154                     | 2 200                    | 108                    |
| Санта-Крус-де-Тенерифе | 357                     | 15 969                   | 4 798                  |

### Порты
Наиболее значимые на побережье Атлантического океана:
- Порт Бильбао (англ. en:Port of Bilbao);
- Порт Кадиса (исп. es:Puerto de la bahía de Cádiz);
- Порт Лас-Пальмас-де-Гран-Канария (англ. en:Port of Las Palmas);
- Порт Санта-Крус-де-Тенерифе (англ. en:Port of Santa Cruz de Tenerife);
- Порт Ферроля (исп. es:Puerto de Ferrol);.

Наиболее значимые на побережье Средиземного моря:
- Альхесирас
- Порт Барселоны (англ. en:Port of Barcelona);
- Порт Валенсии (англ. en:Port of Valencia);
- Порт Картахены (исп. es:Puerto de Cartagena);
- Порт Малаги (англ. en:Port of Málaga);
- Порт Пальмы де Майорка (нем. de:Port de Palma).

### Трубопроводный транспорт
- Газ: 9 359 км;
- Сырая нефть: 560 км;
- Очищенные нефте или газопродукты: 3 441 км (2010)[1]

### Авиационный транспорт
Пассажиропоток воздушных перевозок в 2011 году превысил 204 миллиона.
Статистика крупнейших аэропортов Испании в 2011 году приведена в таблице
| Город             | Автономное сообщество | Пассажиропоток/год |
| ----------------- | --------------------- | ------------------ |
| Мадрид            | Мадрид                | 49 671 270         |
| Барселона         | Каталония             | 34 398 226         |
| Па́льма-де-Майо́рка | Балеарские острова    | 22 726 707         |
| Малага            | Андалусия             | 12 823 117         |
| Гран-Канария      | Канарские острова     | 10 538 829         |
| Аликанте          | Валенсия              | 9 913 731          |
| Тенерифе          | Канарские острова     | 8 656 487          |
| Ивиса             | Балеарские острова    | 5 643 180          |
| Лансароте         | Канарские острова     | 5 543 744          |
| Валенсия          | Валенсия              | 4 979 511          |
| Севильи           | Андалусия             | 4 959 359          |
| Фуэртевентура     | Канарские острова     | 4 948 018          |
| Тенерифе          | Канарские острова     | 4 095 103          |
| Бильбао           | Страна Басков         | 4 046 172          |
| Жирона            | Каталония             | 3 007 977          |

Действует 152 аэропорта. Государственные аэропорты Испании подчинены общественной организации Испанские Аэропорты и Аэронавигация (Aeropuertos Españoles y Navegación Aérea (Aena), которая в свою очередь подчинена Министерству Развития (Ministerio de Fomento de España). Согласно Закону об автономии Каталонии от 2006 года, три каталонских аэропорта были переданы в ведение Женералитета Каталонии, который ими управляет совместно с общественной организацией Aerocat.
Испанскими авиакомпаниями являются: Air Europa, Air Nostrum, Air Pullmantur, Binter Canarias, Iberia LAE, Islas Airways, Vueling Airlines.